# Szczygieł
Szczygieł (Carduelis carduelis) – gatunek małego ptaka z rodziny łuszczakowatych (Fringillidae).

## Występowanie
Zamieszkuje Europę od atlantyckich wysp i zachodniej Europy do środkowej Azji na wschodzie oraz większość Azji Mniejszej i Afryki Północnej. Częściowo osiadły, a w niektórych regionach wędrowny. Jedynie populacje z północnej Europy i Azji odlatują w kierunku południowo-zachodnim nad Morzem Śródziemnym i do zachodniej Europy. Dołączają tam do lokalnych, osiadłych szczygłów. Wiosną, podobnie jak osobniki koczujące, powracają na tereny lęgowe. Gatunek introdukowany w Australii, Nowej Zelandii i Ameryce Południowej (głównie Urugwaj).
W Polsce, według danych z Monitoringu Pospolitych Ptaków Lęgowych opublikowanych w 2012 roku, gatunek liczny, o nierównomiernym zagęszczeniu na terenie kraju (średnio 2,45 pary/km², maksymalnie 10 par/km²).

## Systematyka

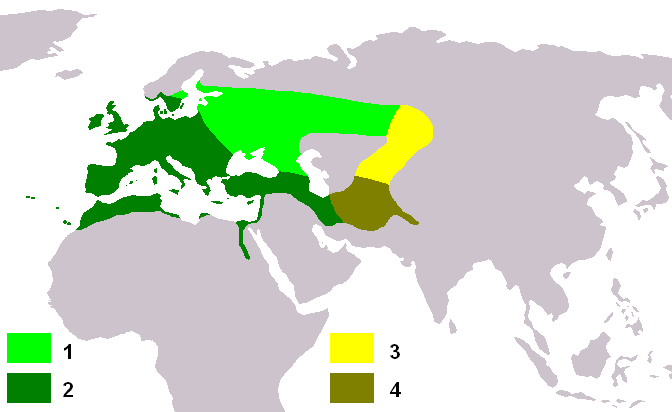
Grupa podgatunków C. c. carduelis
1 sezon lęgowy; 2 cały rok
Grupa podgatunków C. c. caniceps
3 sezon lęgowy; 4 cały rok

Obecnie wyróżnia się 14 podgatunków C. carduelis. Podgatunki dzielone są na dwie grupy: zachodnią carduelis i wschodnią caniceps. Grupa caniceps obejmuje podgatunki caniceps, paropanisi, subulata i ultima, przez niektórych autorów (np. IUCN) wydzielana jest jako osobny gatunek Carduelis caniceps. Poszczególne podgatunki zamieszkują:
- C. carduelis britannica –	Wyspy Brytyjskie, północno-zachodnia Francja i zachodnia Holandia.
- szczygieł, szczygieł zwyczajny[4] (C. carduelis carduelis) – południowa Skandynawia do środkowej Francji i Włoch i na wschód do centralnej europejskiej części Rosji.
- C. carduelis parva – południowo-zachodnia Europa, północno-zachodnia Afryka, Madera, Baleary i Wyspy Kanaryjskie.
- C. carduelis tschusii – Korsyka, Sardynia i Sycylia.
- C. carduelis balcanica – Bałkany, Grecja, Kreta i północno-zachodnia Turcja.
- C. carduelis niediecki – Bliski Wschód.
- C. carduelis brevirostris	– wschodnia Turcja, południowy Kaukaz i północny Iran.
- C. carduelis colchica – północny Kaukaz i Krym.
- C. carduelis volgensis – południowa Ukraina, południowe obszary europejskiej części Rosji i północno-zachodni Kazachstan.
- szczygieł syberyjski[8] (C. carduelis frigoris syn. C. carduelis major) – południowo-zachodnia i południowo-środkowa Syberia.
- C. carduelis paropanisi – zachodni Turkmenistan i wschodni Iran do północno-zachodnich Chin.
- C. carduelis subulata – północno-wschodni Kazachstan, południowo-środkowa Syberia i zachodnia Mongolia.
- szczygieł szarogłowy[4] (C. carduelis caniceps) – zachodni Pakistan do północno-zachodnich Himalajów, południowo-zachodni Tybet i środkowy Nepal.
- C. carduelis ultima – południowy Iran.

## Charakterystyka

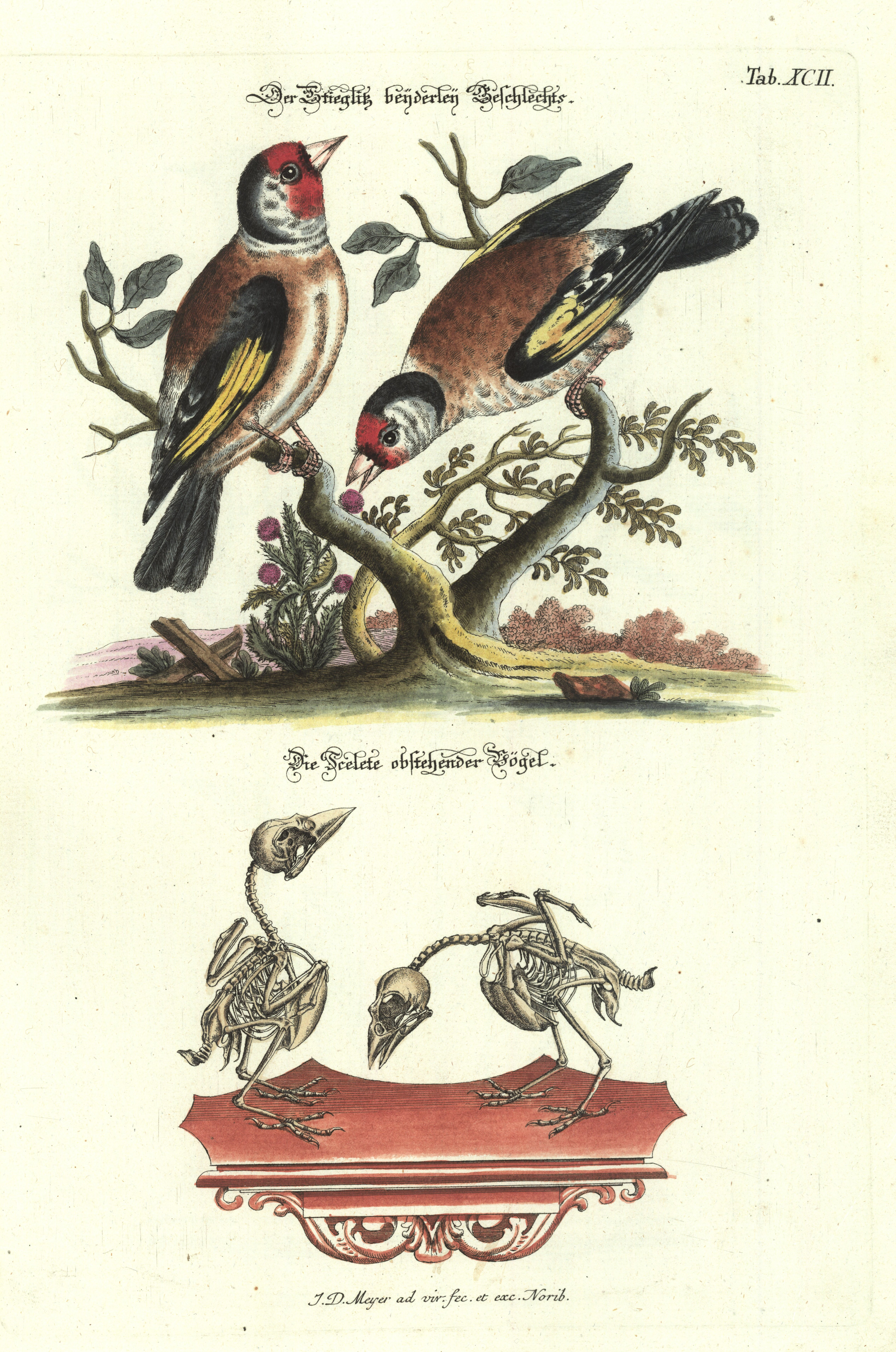
Para szczygłów, miedzioryt kolorowany (Johann Daniel Meyer, 1748)

### Cechy gatunku

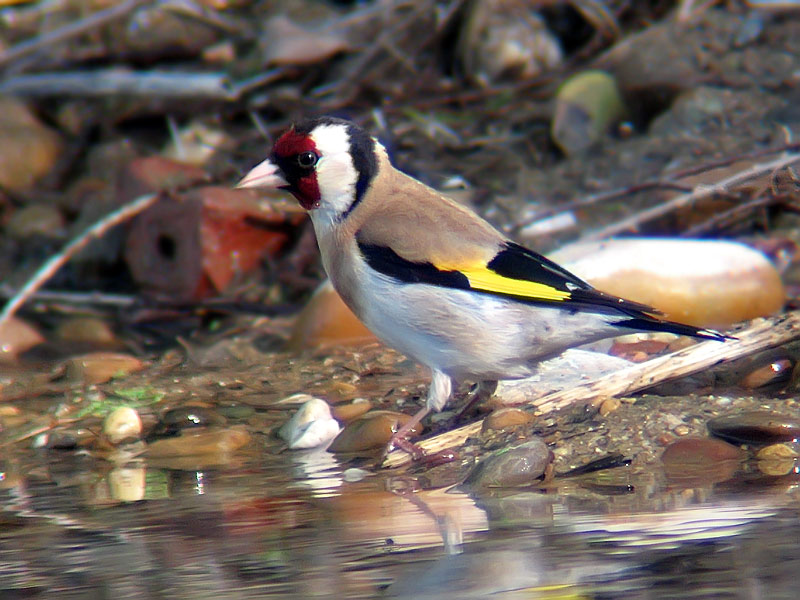
Podgatunek Carduelis carduelis parva

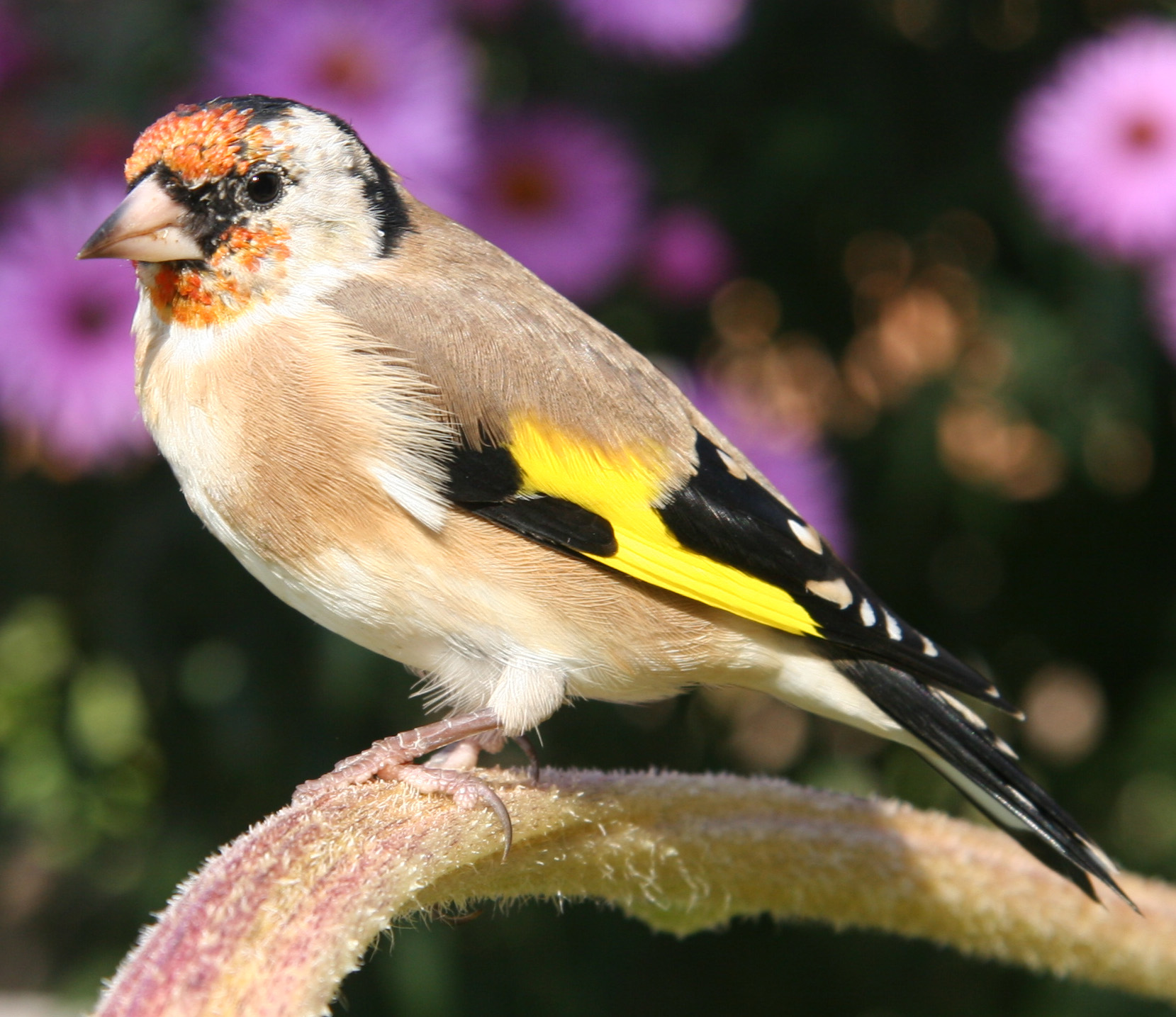
Samica szczygła

Najbardziej charakterystyczną cechą dorosłego szczygła jest karminowoczerwona „twarz” (maska), kontrastująca z czarnym wierzchem głowy i pręgą za uszami (zausznicami) oraz z białymi policzkami. Upierzenie na grzbiecie kasztanowobrązowe. Boki głowy (policzki), podgardle, pierś biała z niewyraźną brązową przepaską, brzuch i kuper białe. Rozwidlony ogon czarny z białymi kropkami na sterówkach, skrzydła czarne z żółtymi dużymi pokrywami drugiego rzędu oraz częściowo zewnętrznymi chorągiewkami lotek, dzięki czemu na rozłożonym skrzydle tworzy się żółta przepaska. Zakończenia lotek białe. Dziób i nogi cieliste, dziób stożkowaty, ostro zakończony. Tęczówki oczu brązowe. Młode ptaki w szacie juwenalnej są bez charakterystycznego rysunku na głowie, ale z ubarwieniem skrzydła podobnym jak u ptaków dorosłych.
Pierzenie ma miejsce po lęgach. Dorosłe osobniki pierzą się od połowy lipca do połowy października, młode między sierpniem i wrześniem.
W czasie lotu szczygły od innych gatunków ptaków można odróżnić po ubarwieniu skrzydeł, głowy i ogona.
Nie jest to ptak bardzo płochliwy. Często można go zobaczyć jak przelatuje z miejsca na miejsce, zatrzymując się na różnych drzewach, krzewach i roślinach zielnych. Szczygieł lata szybko i falistym torem.

### Dymorfizm płciowy
Obie płci są podobnej wielkości. Różnica w ubarwieniu jest trudna do zauważenia w terenie. U samca czerwona maska nad okiem dotyka i czasami przekracza oko, pióra u nasady dzioba są czarne, małe pokrywy skrzydłowe zwykle czarne. U samicy maska kończy się w połowie głowy i jest koloru ciemnopomarańczowego, pióra u nasady dzioba są jaśniejsze, czarnoszare, a małe pokrywy brązowo nakrapiane (chociaż ilość brązu może być podobna u obu płci).
Maska szczygłów swoją czerwoną barwę zawdzięcza czterem barwnikom karotenoidowym. Analiza spektrum barw wykazała, że w zakresie widzialnym barwa maski różni się między płciami (u samców większy udział komponentu czerwonego, a mniejszy żółtego, tzn. maska samca jest bardziej czerwona niż samicy), natomiast w zakresie UV brak różnic.

### Odmiany barwne i hybrydyzacja
Szczygieł od dawna był hodowany z powodu ładnego wyglądu i śpiewu, wzmianki o hodowli tego gatunku pochodzą już ze starożytności. Obecnie, z powodu objęcia ochroną gatunkową, możliwości hodowli są ograniczone do ptaków pochodzących z niewoli, o udokumentowanym pochodzeniu. W niewoli uzyskano szereg odmian barwnych tego gatunku, zwykle o upierzeniu jaśniejszym od formy dzikiej. Szczygieł może się krzyżować z innymi pokrewnymi gatunkami, np. czyżem, dzwońcem, gilem. Wiele z takich krzyżówek uzyskiwano sztucznie, u ptaków w hodowli, jednak obserwowano również hybrydy w warunkach naturalnych. Zależnie od gatunku, różna jest przeżywalność oraz płodność powstałych mieszańców.

### Wymiary średnie
- Długość ciała ok. 12,5–14 cm[13]
- Rozpiętość skrzydeł ok. 23 cm
- Masa ciała ok. 15–18 g[13]

### Głos
Samiec śpiewa świergotliwie na wzniesionych stanowiskach dość przyjemną dla ludzkiego ucha melodię – miękkie, kilkakrotnie powtarzane wabiące tony, które przeplatają trele i świergot. Jednocześnie zwykle wykonuje żwawe ruchy całym ciałem. W powietrzu ptaki przywołują się charakterystycznym wabieniem „didlit szczyglik szczygelit” lub „cit wit”.

### Długość życia
Najstarszy obrączkowany szczygieł dożył 14 lat, jednak średnia długość życia na wolności jest o wiele mniejsza – 2 lata. W niewoli ptaki te mogą osiągać wiek ponad 15 lat (rekordowo nawet 25).

## Biotop
Unika zwartych kompleksów leśnych. Lęgnie się na obrzeżach lasów liściastych i mieszanych, może zamieszkiwać sady, polany, aleje, kępy drzew, nadrzeczne łęgi i ogrody. Najchętniej zasiedla tereny uprawne, gdzie pola i sady przeplatają się z zadrzewieniami śródpolnymi. Poza sezonem lęgowym żeruje jednak na terenach otwartych, gdzie może znaleźć rośliny produkujące nasiona.

## Okres lęgowy

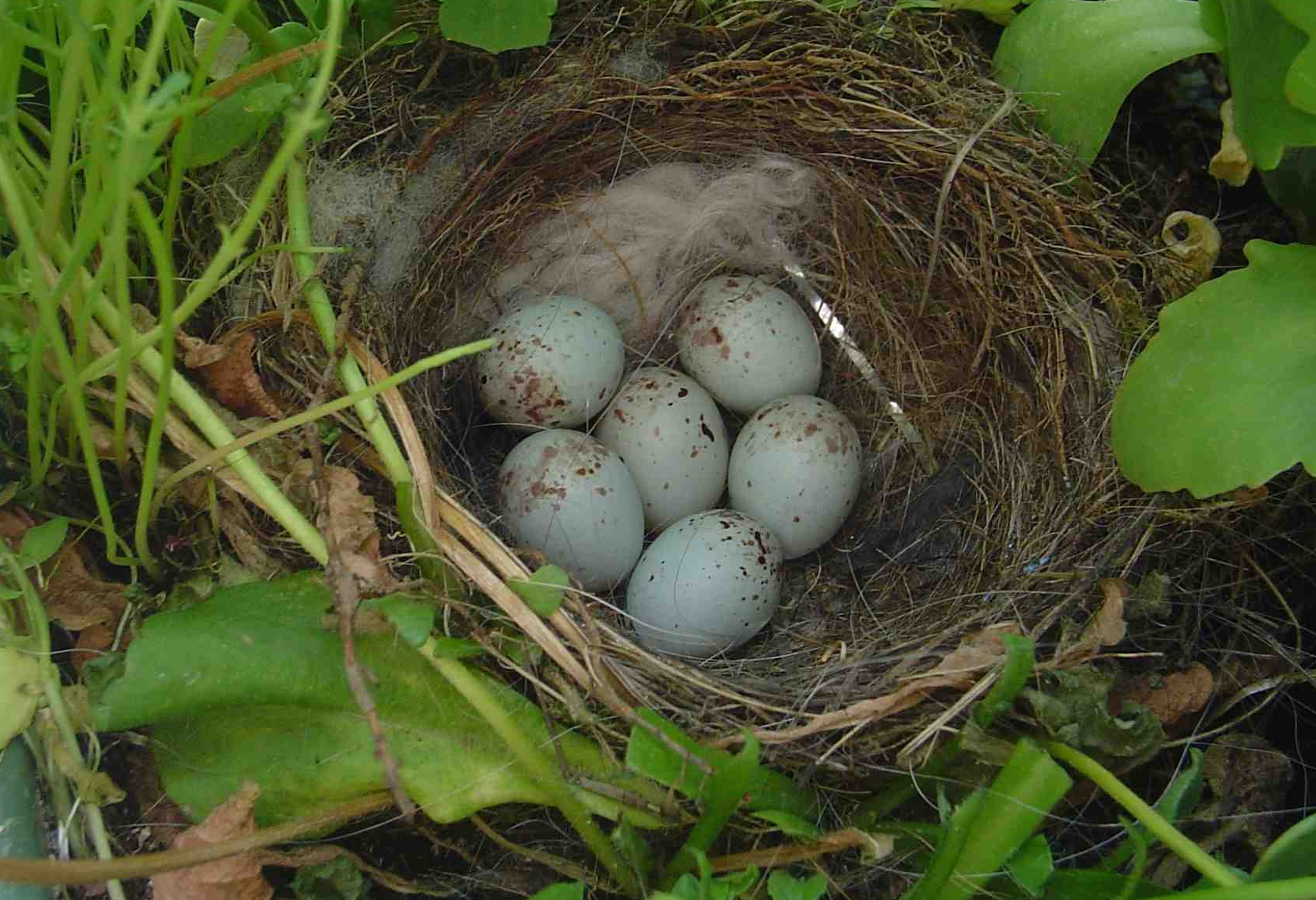
Lęg szczygła złożony z 6 jaj

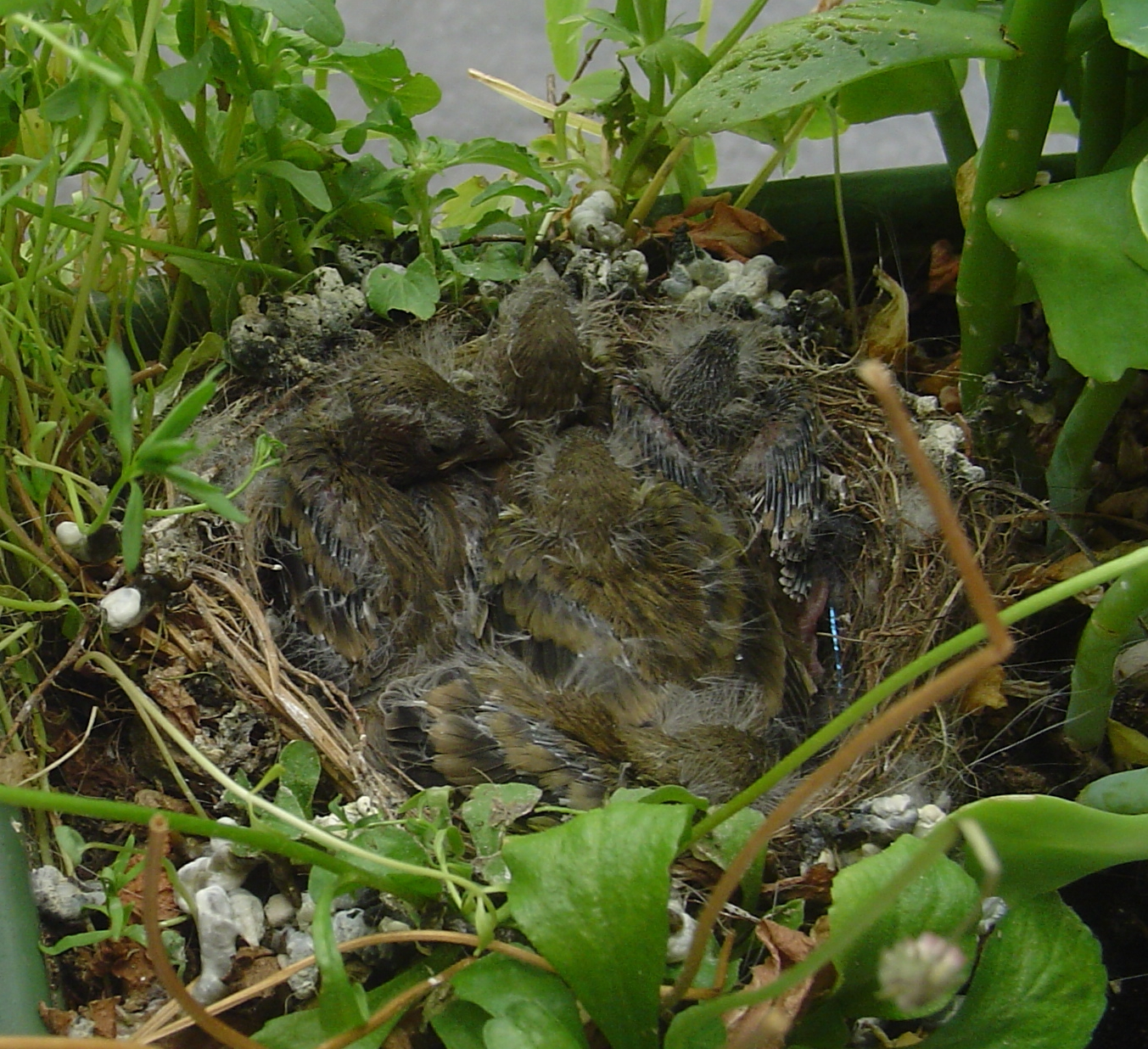
5 piskląt szczygła w gnieździe

### Toki
Śpiewanie zaczynają, w zależności od pogody, w lutym lub marcu. Samce zaczynają śpiewać, kiedy ptaki są jeszcze skupione w stada. Później w sezonie tworzą monogamiczne pary, które nie bronią jednak zbyt wytrwale swego terytorium, i mogą gnieździć się w bliskim sąsiedztwie innych par własnego gatunku, a nawet tworzyć luźne kolonie składające się z kilku par. Szczygieł jest jednym z gatunków, u których obserwowane jest rytualne karmienie partnerki przez samca, uważane za element zalotów i utrzymania więzi między partnerami.

### Gniazdo
Budowane w koronie drzewa lub wysokiego krzewu (np. jałowca, tui), zwykle na wysokości powyżej 4 m. Jest misternie uwite z gałązek, traw, mchu, korzonków spojonych pajęczynami i wysłane puchem oraz włosiem. Ma kształt grubościennej czarki. Ptaki dobrze je ukrywają. Budową gniazda zajmuje się samica.

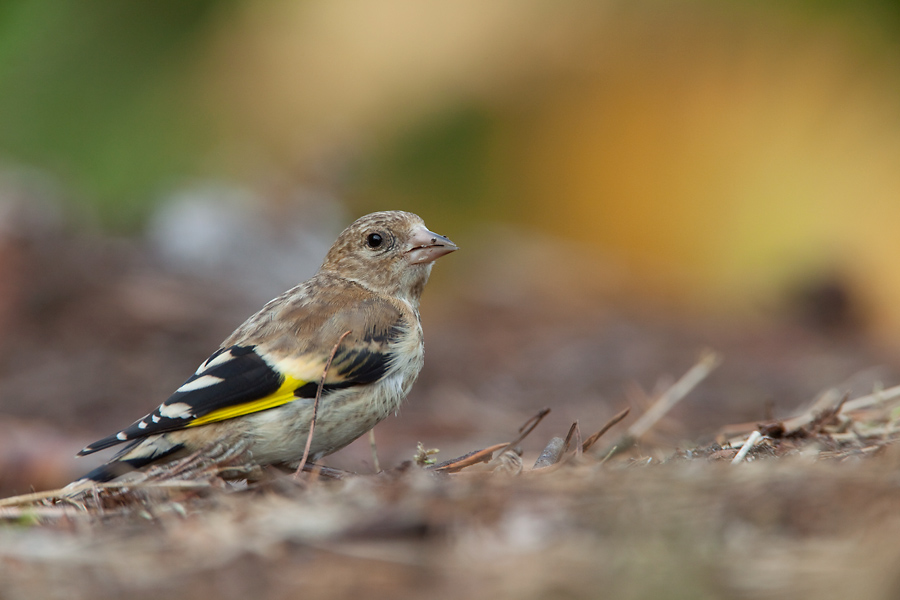
Osobnik młody w szacie juwenalnej

### Jaja i pisklęta
W Polsce szczygły wyprowadzają 2 lęgi w roku, od maja do czerwca-lipca. Składanych jest 4–5 różnobiegunowych niebieskawych jaj, o wyraźnie zaostrzonym wąskim biegunie, o średnich wymiarach 17x13 mm. Występuje na nich brązowawe nakrapianie, liczniejsze na tępym końcu. Pierwsze jajo jest składane w ciągu 1–2 dni od zakończenia budowy gniazda.
Tylko samica wysiaduje jaja przez okres 12–13 dni. W tym czasie samiec ją karmi. Obserwowano, że po wykluciu piskląt samica zjada skorupki jaj. Pisklęta na początku karmione są owadami, później również nasionami. Wylatują z gniazda po kilkunastu dniach karmienia, po czym są jeszcze, jako podloty, dokarmiane poza gniazdem.

## Zachowanie
Szczygły są ptakami stadnymi, nawet w okresie lęgowym bronią tylko najbliższego otoczenia gniazda, a w okresie pozalęgowym zbierają się w duże stada, których członkowie wspólnie żerują. W okresie zimowym bywają gośćmi przy karmnikach. W starożytności opisywano zdolności do uczenia się sztuczek u trzymanych w niewoli przedstawicieli tego gatunku. W Holandii szczygły były do tego stopnia znane ze sztuczki polegającej na zaczerpywaniu wody małym wiaderkiem, że wzięła się od tego ich nazwa w języku holenderskim (putter, od czasownika putten, oznaczającego zaczerpywanie wody).

## Pożywienie

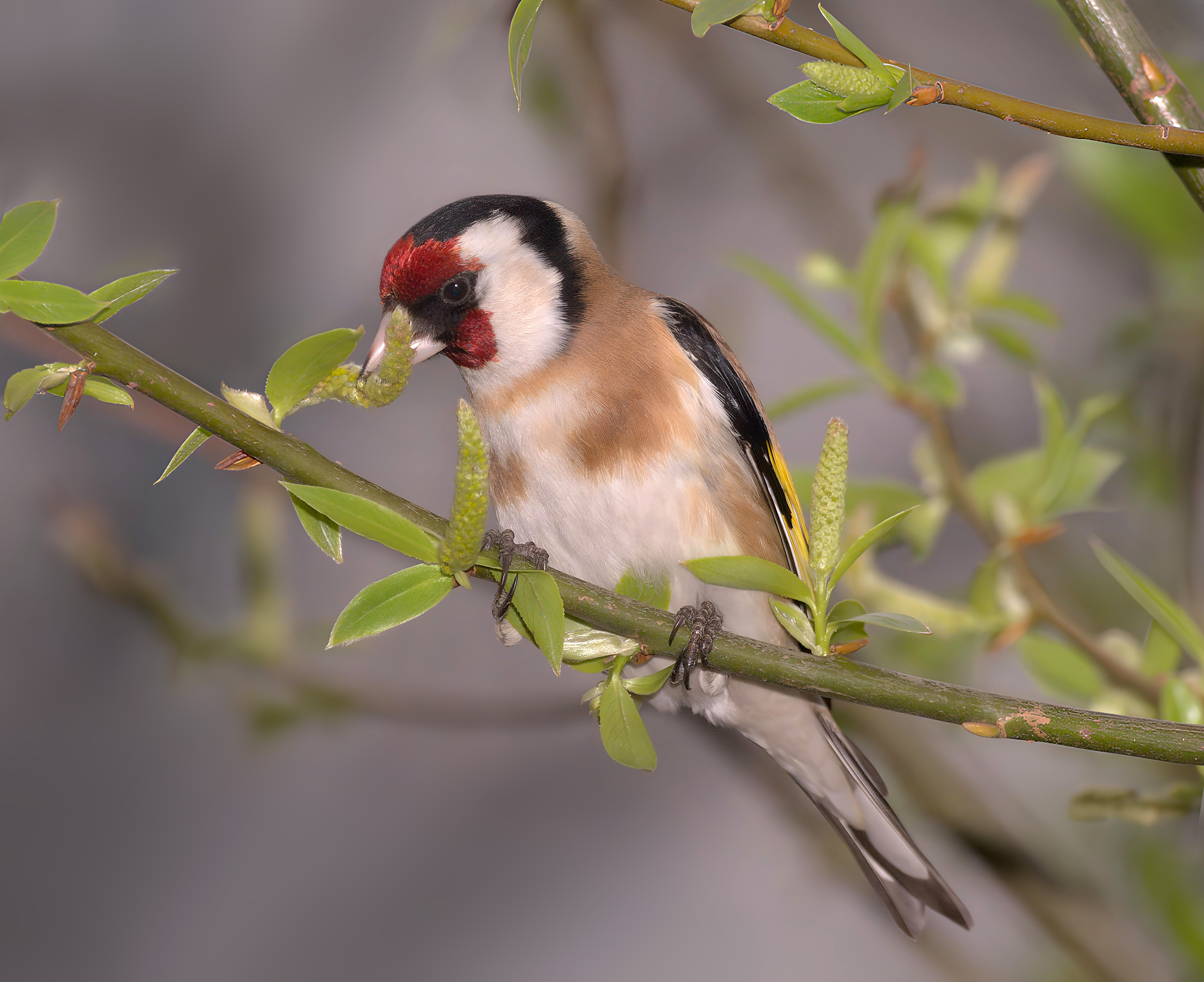
Carduelis carduelis

Głównie nasiona chwastów, ale wiosną i latem również drobne owady (szczególnie mszyce, drobne chrząszcze, gąsienice i dwuskrzydłe) i nasiona drzew. Zaobserwowano, że zjada nasiona przynajmniej 152 gatunków roślin, a wiosną również pąki drzew.

W atlasach i przewodnikach szczygły przedstawia się najczęściej na oście lub łopianie, ponieważ ich ulubionym i podstawowym pokarmem są ich dojrzałe nasiona. Sama nazwa łacińska wywodzi się od carduus, co oznacza oset. Żywią się jednak również drobnonasiennymi chwastami takimi jak u mniszków i cykorii.
Przeważnie je prosto z rośliny. Zawisa przy tym na niej w akrobatycznych pozach. Ciekawym aspektem jest specjalizacja pokarmowa u obu płci. Samiec ma trochę dłuższy dziób i dlatego wybiera nasiona, które położone są głębiej w koszyczkach ostu. Natomiast samica zadowala się zwykle nasionami rosnącymi na jego powierzchni. Dzięki temu partnerzy, ale i osobniki różnych płci nie będące związane ze sobą, nie konkurują wzajemnie o pokarm. Od jesieni i zimą szczygły można zobaczyć w trakcie koczowania na ugorach, odłogach, terenach przeznaczonych pod zabudowę, na obszarach porośniętych roślinnością ruderalną lub na niezaoranych polach (zwłaszcza pojawiają się tam, gdzie rośnie oset i łopian). Pokarmu poszukują wtedy skupione w stadach z innymi ziarnojadami. Gdy w danym miejscu zabraknie pokarmu, przenoszą się gdzie indziej, choć nie mają wybranego kierunku przenosin.

## Choroby i wrogowie naturalni
Do patogenów, którymi infekcje opisano u szczygłów, należą m.in. Mycobacterium genavense, ptasi poliomawirus (koinfekcję tymi dwoma patogenami opisano u dorosłego szczygła w niewoli), gorączki Zachodniego Nilu (opisane u szczygłów w Ameryce, gdzie są gatunkiem introdukowanym), kokcydia, megabakteria, Salmonella.
Szczygły, podobnie jak inne drobne ptaki, mogą padać łupem drapieżników takich jak puszczyk, sóweczka, uszatka. W badaniach składu pokarmowego tych ptaków wykazuje się szczygły jako sporadyczne ofiary, nie stanowiące dużej proporcji spośród wszystkich ofiar.

## Status i ochrona
IUCN od 2016 roku dzieli szczygła na dwa osobne gatunki; oba zalicza do kategorii najmniejszej troski (LC, Least Concern). Liczebność populacji C. carduelis (tzn. grupy podgatunków carduelis) szacuje się na 101–155 milionów dorosłych osobników. W Europie populacja odnotowała umiarkowany wzrost w latach 1980–2013, jednak mocno spada liczebność w północnej Afryce, gdzie ptak ten jest licznie chwytany do hodowli w klatkach, dlatego globalny trend liczebności populacji uznawany jest za spadkowy. Liczebność populacji C. caniceps (tzn. grupy podgatunków caniceps) nie została oszacowana, ale jej trend ocenia się jako stabilny.
Na terenie Polski szczygieł jest objęty ścisłą ochroną gatunkową. Na Czerwonej liście ptaków Polski został sklasyfikowany jako gatunek najmniejszej troski (LC). Według szacunków Monitoringu Pospolitych Ptaków Lęgowych, w latach 2013–2018 liczebność populacji lęgowej szczygła na terenie kraju wynosiła 665–916 tysięcy par. Jego liczebność w Polsce w ostatnich latach silnie się zmniejsza.

## Szczygieł w kulturze

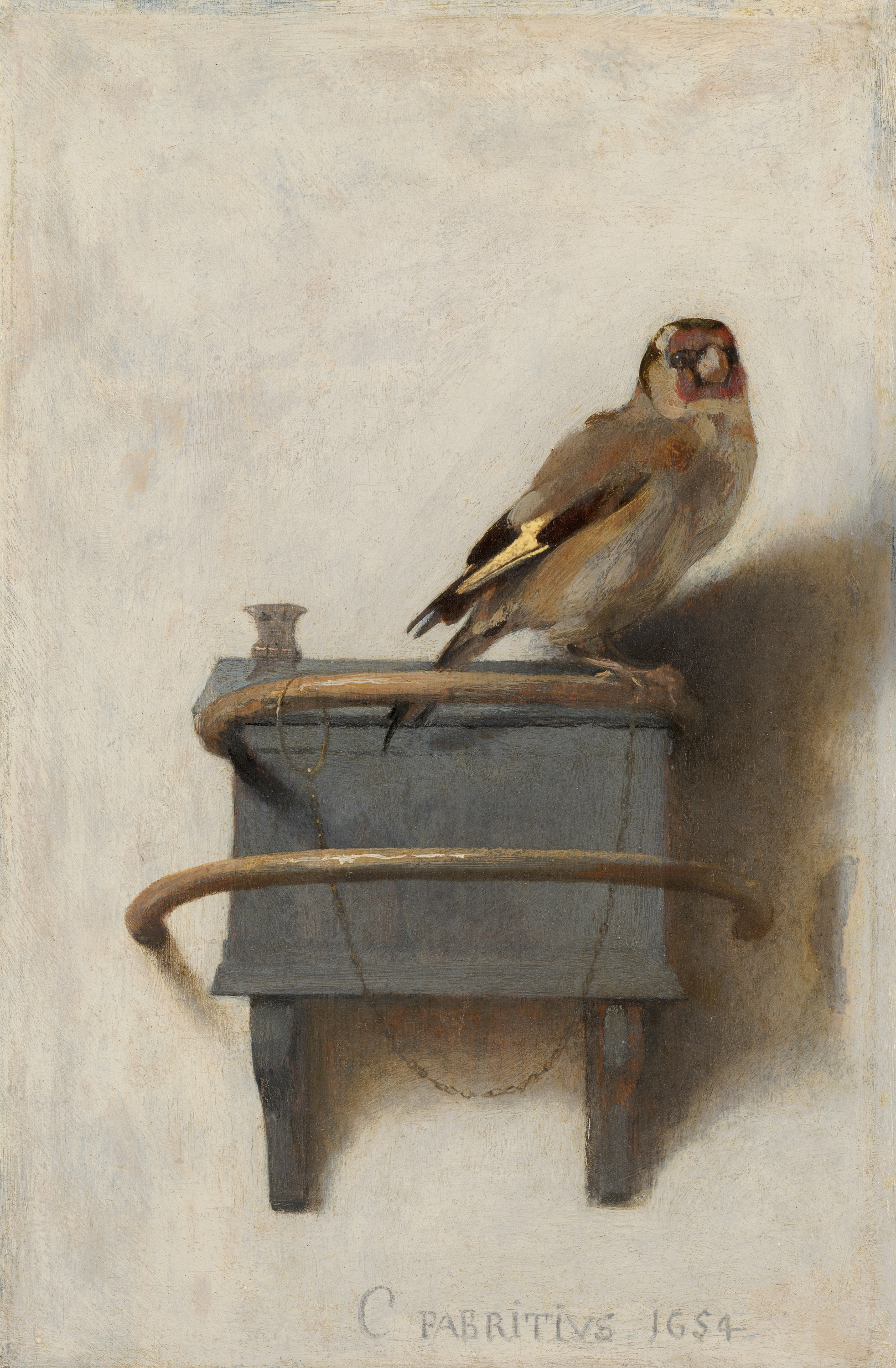
Obraz Fabritiusa „Szczygieł”

Szczygieł był portretowany na obrazach, np. na obrazie „Szczygieł” Fabritiusa. Obraz ten jest elementem powieści Donny Tart o tym samym tytule, za którą autorka otrzymała nagrodę Pulitzera. Inne obrazy, w których szczygieł jest ważnym elementem, to na przykład „Madonna ze szczygłem” Santiego, obraz Giambattisty Tiepolo pod tym samym tytułem, „Madonna z Dzieciątkiem” Vittore Crivellego, „Madonna z Dzieciątkiem” Carlo Crivellego. Ptak przedstawiony na cudownym obrazie Matki Bożej w Dębem również jest uznawany za szczygła.
W chrześcijaństwie szczygieł bywa przedstawiany w związku z męką Jezusa. Wiąże się to z jego preferencjami pokarmowymi w kierunku ostów, których kolce są w symbolice z kolei związane z koroną cierniową.
W Polsce Szczygieł to jedno z popularnych nazwisk (w 2017 nosiło je około 5 tysięcy osób).
W Niemczech szczygieł został wybrany ptakiem roku przez organizację NABU zajmującą się ochroną przyrody.